# Benthana moreirai
Benthana moreirai là một loài chân đều trong họ Philosciidae. Loài này được Lemos de Castro miêu tả khoa học năm 1985.